# Mostra (militar)

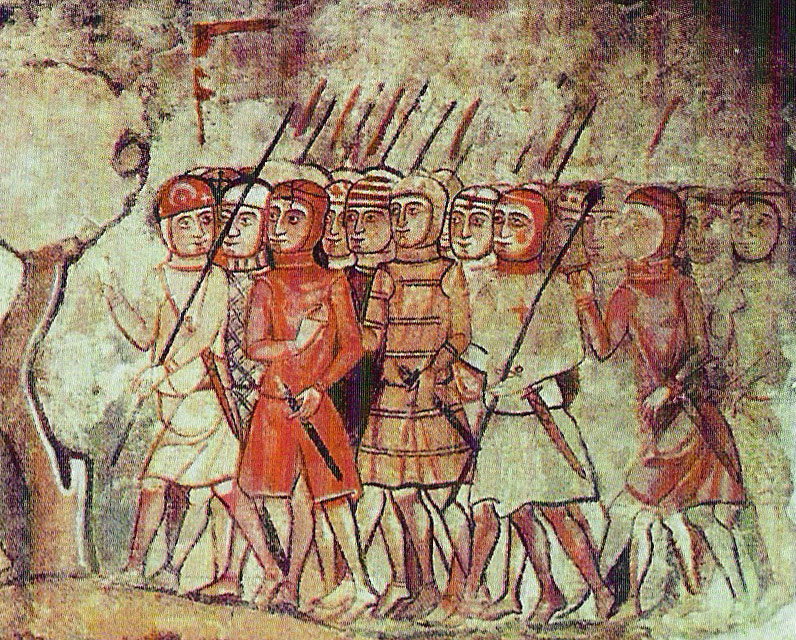
Almogavers catalans fent mostra a Mallorca

Rep el nom de mostra, mostra general o fer mostra l'ostentació o parada que es feia dels soldats i de les seves armes i la revista que se'ls passava. També s'emprava el terme, a l'entorn nàutic, per dir que feien mostra les galeres.
Així es deia  mostra general a la revista que passava el rei o la persona per ell encarregada a ducs, comtes, gentilhomes, caballers, escuders i vassalls, que gaudien de terres, per saber si tenien els cavalls o armes necessàries i si estaven disposats per entrar en campanya en l'instant que se'ls convoqués. Hi havia un costum d'efectuar una mostra a primers de març.

## Exemples històrics
| «                  | ..Diumenge a VI de maig per la ciutat de València feren mostra CC homens ben en punt.. | » |
| — Melcior Miralles |                                                                                        |   |

## Passar revista
Avui dia s'anomena passar revista a un acte protocol·lari derivat de les revistes que es passaven a les tropes i que tenien per objecte conèixer el seu estat o disposició i premiar les millor disciplinades i instruïdes.